# Bataiporã
Bataiporã o Batayporã es un municipio brasilero del estado de Mato Grosso do Sul. Su población estimada en 2007 era de 10.559 habitantes.
Su nombre hace referencia a las industrias del calzado Bata, del checoslovaco Jan Antonin Bata, conocido como el rey del calzado, el cual se estableció en Brasil hacia 1932 huyendo del partido nazi. Bata ya había fundado las localidades de Batatuba, en 1941, y Bataguassu, en 1942.
- Datos: Q1796657
- Multimedia: Batayporã / Q1796657